# Karine Ruby
Karine Ruby (Bonneville (Haute-Savoie), 4 januari 1978 — Mont Blanc, 29 mei 2009) was een Frans meervoudig wereldkampioene snowboarden. 
Ruby won de gouden medaille bij de reuzenslalom op de Olympische Winterspelen in 1998 te Nagano en een zilveren medaille op de parallelle reuzenslalom bij de Olympische Winterspelen in 2002 te Salt Lake City. Ze was zesvoudig wereldkampioene en had 65 snowboard World Cup overwinningen op haar naam staan.
Na de Olympische Winterspelen in 2006 te Turijn, waar ze werd uitgeschakeld in de kwartfinale op het onderdeel snowboardcross, trok ze zich terug uit de wedstrijdsport. Ruby volgde daarna in haar woonplaats Chamonix-Mont-Blanc in Frankrijk een opleiding tot berggids.
Op 29 mei 2009 kwam zij op 31-jarige leeftijd kort voor het voltooien van die opleiding samen met een andere Franse alpinist om het leven door een val in een gletsjerspleet op de Mont Blanc. De Franse premier François Fillon noemde haar bij het bekend worden van haar overlijden een "uitzonderlijke sportvrouw": "Zij belichaamde de opkomst van het snowboarden in Frankrijk," verklaarde Fillon. "Het Franse volk zal zich haar herinneren om haar talent en haar levenslust."